# Agustín Díaz de Mera
Agustín Díaz de Mera García-Consuegra (Daimiel, 27 de septiembre de 1947) es un político español, miembro del Partido Popular.

## Biografía
Nacido el 27 de septiembre de 1947 en Daimiel, provincia de Ciudad Real, es licenciado en Historia Moderna y diplomado en Comunidades Europeas.
Fue senador electo por la provincia de Ávila en la IV Legislatura de España; mientras que en la V Legislatura resultaría electo diputado en el Congreso por la misma circunscripción. En la VI y en la VII Legislatura volvería a resultar elegido senador por Ávila. Díaz de Mera, que había sido teniente de alcalde de Ávila con anterioridad, ejerció de alcalde de la ciudad entre 1999 y 2002, cuando abandonó el cargo para convertirse en director general de la Policía, viviendo los atentados del 11 de marzo de 2004 al mando de dicho cuerpo.
Desde julio de 2004 hasta julio de 2019 fue europarlamentario en el Grupo del Partido Popular Europeo.
En marzo de 2007 se le impuso una multa de 1000 euros por negarse a facilitar al tribunal la identificación del individuo que le informó de la existencia de un documento secreto que recogía las supuestas vinculaciones entre ETA con el 11-M. En noviembre de 2007 fue absuelto de un delito de desobediencia grave, al señalar el Tribunal Supremo que, unos días después de su negativa a colaborar, había revelado la identidad de los informadores, dos jefes de la Unidad Central de Inteligencia, mediante un escrito enviado al presidente del Tribunal.